# Lochgilphead
Lochgilphead (in gaelico scozzese Ceann Loch Gilb) è un burgh in Scozia con una popolazione di circa 3 000 abitanti ed è il centro amministrativo dell'Argyll e Bute.